# ألفرد إي. هنت
ألفرد إي. هنت (بالإنجليزية: Alfred E. Hunt)‏ هو مخترِع وشخصية أعمال أمريكي، ولد في 31 مارس 1855 في إيست دوغلاس في الولايات المتحدة، وتوفي في 27 أبريل 1899.